# Dennis Dunaway
Dennis Dunaway, född 9 december 1946 i Cottage Grove i Oregon, är en amerikansk rockmusiker som spelade bas och var bakgrundsvokalist i skräckrocksgruppen Alice Cooper mellan åren 1963 och 1974. Han var med och skrev hitlåtar som "Eighteen" och "School's Out".